# La Carolina (Imbabura)
La Carolina, auch San Pedro de la Carolina, ist eine Parroquia rural („ländliches Kirchspiel“) im Kanton Ibarra der ecuadorianischen Provinz Imbabura. Sitz der Verwaltung ist Guallupe. Die Parroquia besitzt eine Fläche von 273,31 km². Die Einwohnerzahl lag im Jahr 2010 bei 2739. Die Bevölkerung besteht zu 77 Prozent aus Mestizen sowie 22 Prozent Afroecuadorianern.

## Lage
Die Parroquia La Carolina liegt in den westlichen Anden im Norden von Ecuador. Das Gebiet besitzt eine Längsausdehnung in NNW-SSO-Richtung von 30 km. Es liegt in Höhen zwischen 760 m und 3484 m. Der Río Mira fließt entlang der östlichen Verwaltungsgrenze in Richtung Nordnordwest. Dessen linker Nebenfluss Río Amarillo bildet die südliche Verwaltungsgrenze. Der etwa 940 m hoch gelegene Hauptort Guallupe befindet sich 46 km nordnordwestlich der Provinzhauptstadt Ibarra. Die Fernstraße E10 (Ibarra–San Lorenzo) führt entlang dem linken Flussufer des Río Mira und passiert dabei Guallupe.
Die Parroquia La Carolina grenzt im Nordosten und im Osten an die Provinz Carchi mit den Parroquias Jacinto Jijón y Caamaño, La Concepción und Juan Montalvo (alle drei im Kanton Mira), im Süden an die Parroquia Salinas, im Südwesten und im Westen an die Parroquias Cahuasquí und La Merced de Buenos Aires (beide im Kanton San Miguel de Urcuquí) sowie im Nordwesten an die Parroquia Lita.

## Orte und Siedlungen
In der Parroquia gibt es neben dem Hauptort Guallupe die größeren Orte San Pedro und Limonal. Limonal befindet sich in direkter Nachbarschaft zu Guallupe. Des Weiteren gibt es Comunidades mit verstreuter Bevölkerung. Zu diesen zählen El Milagro, El Cercado, Rocafuerte, Collapi, El Limonal, Guallupe, Peña Negra, San Gerónimo, San Pedro, Santa Marianita, Urbina, El Corazón de Guadual, San Francisco, El Guadual, Luz de América, Cuajara und Imbiola.

## Geschichte
Am 21. Juli 1851 wurde per Dekret des Präsidenten José María Urbina die Sklaverei in Ecuador abgeschafft. 
Das Gebiet wurde im Anschluss von ehemaligen Sklaven besiedelt. Die Parroquia La Carolina wurde am 20. September 1861 gegründet. 